# Kong Haakons og Dronning Mauds Besøg i Danmark October 1906
Kong Haakons og Dronning Mauds Besøg i Danmark October 1906 er en dansk dokumentarisk optagelse fra 1906, der er instrueret af Peter Elfelt.

## Handling
Denne artikel mangler et handlingsreferat. Hjælp os med at skrive det.